# Sierżnia
Sierżnia [pronunciación en polaco: /ˈɕerʐɲa/] es un pueblo ubicado en el distrito administrativo de Gmina Stryków, dentro del Distrito de Zgierz, Voivodato de Łódź, en Polonia central. Se encuentra aproximadamente a 5 kilómetros al sureste de Stryków, a 17 kilómetros al este de Zgierz, y a 16 kilómetros al noreste de la capital regional Łódź.